# Marathon Rotterdam 2005
De Fortis Marathon Rotterdam 2005 vond plaats op zondag 10 april 2005. Het was de 25e editie van deze marathon.
De Keniaan Jimmy Muindi zegevierde bij de mannen in 2:07.49,1. De Nederlandse Lornah Kiplagat won bij de vrouwen in 2:27.35,7. Aangezien het evenement tevens dienstdeed als Nederlands kampioenschap op de marathon, won zij hiermee tevens haar eerste nationale titel. Bij de mannen ging de titel naar Jeroen van Damme, die als veertiende overall finishte in 2:13.48.
In totaal finishten 9194 marathonlopers de wedstrijd.

## Uitslagen

### Mannen
| rang   | naam                   | land | tijd      | opmerkingen |
| ------ | ---------------------- | ---- | --------- | ----------- |
| Goud   | Jimmy Muindi           | KEN  | 2:07.49,1 |             |
| Zilver | Jackson Koech          | KEN  | 2:08.01,2 |             |
| Brons  | Felix Limo             | KEN  | 2:09.00,8 |             |
| 4      | Gudisa Shentama        | ETH  | 2:09.45,9 |             |
| 5      | Christopher Cheboiboch | KEN  | 2:10.13,1 |             |
| 6      | Elijah Mutai           | KEN  | 2:10.26,8 |             |
| 7      | Titus Munji            | KEN  | 2:11.07,0 |             |
| 8      | Yusef Songoka          | KEN  | 2:11.41,9 |             |
| 9      | José Manuel Martínez   | ESP  | 2:11.55,3 |             |
| 10     | William Kiplagat       | KEN  | 2:12.10,0 |             |
| 11     | Kamiel Maase           | NED  | 2:12.50,1 | 1e NK       |
| 12     | Kamal Ziani            | ESP  | 2:12.51,9 |             |
| 13     | Shane Nankervics       | AUS  | 2:13.06,6 |             |
| 14     | Jeroen van Damme       | NED  | 2:13.47,7 | 2e NK       |
| 15     | Tadayuki Ojima         | JPN  | 2:14.07,6 |             |
| 16     | Ismail Sghyr           | FRA  | 2:14.29,0 |             |
| 17     | Dejene Guta            | ETH  | 2:16.34,7 |             |
| 18     | James Rotich           | KEN  | 2:17.14,2 |             |
| 19     | Guy Fays               | BEL  | 2:17.19,6 |             |
| 20     | Jose Axier Zarraga     | ESP  | 2:18.00,9 |             |
| 21     | Nelson Cruz            | CPV  | 2:19.14,2 |             |
| 22     | Mohammed Mourhit       | BEL  | 2:19.42,8 |             |
| 23     | Igor Shirin            | RUS  | 2:19.45,3 |             |
| 24     | Greg van Hest          | NED  | 2:20.33,9 | 3e NK       |
| 25     | Ridouane Harrouffi     | MAR  | 2:21.11,6 |             |

### Vrouwen
| rang   | naam               | land | tijd      | opmerkingen |
| ------ | ------------------ | ---- | --------- | ----------- |
| Goud   | Lornah Kiplagat    | NED  | 2:27.35,7 | 1e NK       |
| Zilver | Ana Dias           | POR  | 2:31.26,7 |             |
| Brons  | Isabel Eizmendi    | ESP  | 2:33.13,8 |             |
| 4      | Anna Thompson      | AUS  | 2:33.19,1 |             |
| 5      | Kristijna Loonen   | NED  | 2:33.27,9 | 2e NK       |
| 6      | Yesenia Centeno    | ESP  | 2:36.42,2 |             |
| 7      | Fumi Murata        | JPN  | 2:39.07,5 |             |
| 8      | Rebecca Moore      | NZL  | 2:39.57,6 |             |
| 9      | Anne van Schuppen  | NED  | 2:40.50,4 | 3e NK       |
| 10     | Magdalini Gazea    | GRE  | 2:43.49,3 |             |
| 11     | Magdalini Karimali | GRE  | 2:49.07,3 |             |
| 12     | Ingrid Eichberger  | AUT  | 2:49.53,9 |             |
| 13     | Agnes Hijman       | NED  | 2:50.07,8 | 4e NK       |

1981 ·
1982 ·
1983 ·
1984 ·
1985 ·
1986 ·
1987 ·
1988 ·
1989 ·
1990 ·
1991 ·
1992 ·
1993 ·
1994 ·
1995 ·
1996 ·
1997 ·
1998 ·
1999 ·
2000 ·
2001 ·
2002 ·
2003 ·
2004 ·
2005 ·
2006 ·
2007 ·
2008 ·
2009 ·
2010 ·
2011 ·
2012 ·
2013 ·
2014 ·
2015 ·
2016 ·
2017 ·
2018 ·
2019 ·
2020 ·
2021 ·
2022 ·
2023 ·
2024